# Magyardombegyház
Magyardombegyház è un comune dell'Ungheria di 309 abitanti (dati 2001) . È situato nella contea di Békés.